# Oswald Wynd
Oswald Morris Wynd, né le 4 juillet 1913 à Tokyo, au Japon, et mort le 21 juillet 1998 à Dundee, en Écosse, est un écrivain et auteur écossais de roman policier ayant publié une grande partie de son œuvre sous le nom de plume de Gavin Black.

## Biographie

### Origines et formation
Il naît dans le quartier des étrangers de Tokyo où son père, originaire de Perth en Écosse, est missionnaire baptiste. Grâce au statut de son père de citoyenneté à la fois britannique et japonaise, il devient de ce fait bilingue et parle couramment l'anglais et le japonais. Il grandit parmi des enfants britanniques, américains et japonais et fréquente l'école américaine. En 1923, il se rend pour la première fois dans la ville d'origine de son père, sans se sentir particulièrement attiré par l'Écosse. Au début des années 1930, la famille déménage aux États-Unis. Il fait des études secondaires à Atlantic City. En 1932, la famille regagne l'Écosse, et Wynd s'inscrit à l'Université d'Édimbourg. Il se lance dans l'écriture de romans, mais doit interrompre ses études en 1939 lorsqu'éclate la Seconde Guerre mondiale.

### Les années de guerre et sa captivité au Japon
Il rejoint les Scots Guards en 1939 et en raison de ses compétences en langues étrangères, il est affecté à l'Intelligence Corps, le service de renseignement de l'armée britannique. Après l'entrée en guerre du Japon, Wynd est envoyé en Malaisie et combat dans la 9e division Indienne. Celle-ci est défaite à Johor Bahru lors de la bataille de Malaisie et Wynd est capturé par les Japonais. Lorsqu'il est interrogé par la Kenpeitai, la police secrète japonaise, celle-ci découvre qu'il possède en plus de sa citoyenneté britannique, la nationalité japonaise, ce qui est considéré comme une trahison. Il est d'abord menacé d'exécution, mais finalement transféré dans l'île d'Hokkaidō pour y travailler dans une mine comme prisonnier de guerre. Grâce à sa maîtrise de la langue japonaise, il parvient à obtenir des conditions de travail tolérables pour les autres prisonniers. Il passera au total trois ans et demi en captivité.

### L'écrivain
Après sa libération, il se retrouve aux États-Unis où il décide de participer à un concours d'écriture organisé par le géant de l'édition Doubleday : c'est pour lui l'occasion de publier en 1947 son premier roman, Black Fountains, qui comporte des éléments autobiographiques. Celui-ci lui rapporte la somme de 20 000 dollars. Puis, il oriente son style d'écriture sur les traces de son compatriote Graham Greene et publie plusieurs thrillers sous le pseudonyme de Gavin Black. Il crée notamment le personnage de Paul Harris, jeune homme de souche écossaise qui vit en Extrême-Orient et qui au fil des romans finira par accepter la nationalité malaisienne. Paul Harris est sans aucun doute une émanation autobiographique de son créateur. Les romans où il apparaît se déroulent souvent dans une atmosphère dans laquelle les éléments du thriller politique se mélangent avec ceux des romans criminels et de piraterie. Leur cadre géographique est, à quelques exceptions près l'Asie de l'Est, notamment la Malaisie, la Chine, l'Indonésie, le Japon et Hong Kong. La série Paul Harris 1961-1991 comprend 15 romans.
Après la guerre Wynd n'est jamais retourné en Asie, mais a vécu aux Hébrides. Il écrit aussi des séries dramatiques pour la radio et la télévision.
Son livre le plus connu est The Ginger Tree (Une Odeur de gingembre) (Londres, 1977), un roman historique qui se déroule dans le Japon du début du XXe siècle et qui a inspiré, en 1989, une série télévisée britannique.

## Œuvre

### Romans

#### Sous le pseudonyme de Gavin Black
- Suddenly, at Singapore, London, 1961
- Dead Man Calling, London, 1962 Publié en français sous le titre Extrême Horion, Paris, Plon, coll. Nuit blanche no 33, 1963 ; réédition, Paris, Presses de la Cité, coll. Punch no 48, 1973
- A Dragon for Christmas, London, 1963
- The Eyes Around Me, London, 1964
- You Want to Die, Johnny? London, 1966
- The Wind of Death, London, 1967
- The Cold Jungle, London, 1969
- A Time for Pirates, London, 1971
- The Bitter Tea, London, 1972
- The Golden Cockatrice, London, 1974
- A Big Wind for Summer, London, 1975
- A Moon for Killers, London, 1976
- Night Run from Java, London, 1979
- The Fatal Shadow, London, 1983
- A Path for Serpents, London, 1991

#### Sous le nom d'Oswald Wynd
- Black Fountains, New York, 1947
- Red Sun South, New York, 1948
- When Ape is King, London, 1949
- The Stubborn Flower, London, 1949
- The Gentle Pirate, New York, 1951
- Stars in the Heather, Edinburgh/London, 1956
- Moon of the Tiger, London, 1958
- Summer Can't Last, London, 1960
- The Devil Came on Sunday, London, 1961
- A Walk in the Long Dark Night, London, 1962
- Death, the Red Flower, London, 1965 Publié en français sous le titre Fleur de mort, Paris, Plon, coll. Espionnage no 12, 1966
- Walk Softly, Men Praying, London, 1967 Publié en français sous le titre Doucement, les bonzes..., Paris, Plon, coll. Espionnage no 34, 1966 ; réédition, Paris, Plon, coll. Série policière, 1968
- Sumatra Seven Zero, London, 1968 Publié en français sous le titre Rubis sur jungle, Paris, Plon, coll. Série policière, 1969
- The Hawser Pirates, London, 1970
- The Forty Days, London, 1972
- The Ginger Tree, London, 1977 Publié en français sous le titre Une odeur de gingembre, Paris, Quai Voltaire/La Table ronde, 1991 ; réédition, LGF, Le Livre de poche no 13718, 1995 ; réédition, Paris, Table Ronde, coll. Le Petit Vermillon no 116, 1999 ; réédition, Paris, Gallimard, Folio no 4406, 2006
- The Blazing Air, New Haven, 1981